# Dave Lloyd
David „Dave“ Lloyd (* 12. Oktober 1949 in Oswestry) ist ein ehemaliger britischer Radrennfahrer.

## Sportliche Laufbahn
Lloyd war Teilnehmer der Olympischen Sommerspiele 1972 in München. Im olympischen Straßenrennen schied er beim Sieg von Hennie Kuiper aus. Der britische Vierer wurde im Mannschaftszeitfahren mit Phil Edwards, Phil Bayton, John Clewarth und David Lloyd 14. des Rennens.
Sein größter Erfolg als Amateur war der Gesamtsieg im Etappenrennen Grand Prix Guillaume Tell 1972, wobei er zwei Etappen gewann. 1972 konnte er eine Etappe der Annaba-Rundfahrt in Algerien gewinnen.
1973 wurde er Berufsfahrer im Radsportteam TI-Raleigh. In jener Saison wurde er gemeinsam mit Phil Bayton Dritter in der Trofeo Baracchi. 1983 und 1984 siegte er im Rennen Girvan Three Day. Im Bahnradsport konnte er 1973 den nationalen Titel in der Einerverfolgung gewinnen. 1974 verteidigte er den Titel. Bis 1976 blieb er Profi, fuhr danach als Amateur und von 1985 bis 1987 nochmals als Profi.